# Forpus conspicillatus
Il pappagallino dagli occhiali (Forpus conspicillatus Lafresnaye, 1848) è un uccello della famiglia degli Psittacidi.

## Descrizione
Piumaggio verde, spalle, remiganti e groppone blu, iride bruna, becco e zampe grigie, taglia attorno ai 12 cm, questa specie è tipicizzata dalla colorazione blu cobalto dell'area perioftalmica, tale da far sembrare che l'uccellino abbia occhiali blu. La femmina si distingue per la mancanza del blu. È classificato in tre sottospecie molto simili tra loro: F. c. conspicillatus, sottospecie nominale, F. c. caucae e F. c. metae.

## Distribuzione
Ben radicato in Colombia, a Panama e in Venezuela. Allevato in cattività.

## Biologia
Frequenta le foreste aperte e la fascia tropicale fino a 1600 metri di quota, a volte si spinge anche nelle savane alla ricerca di cibo: semi di erbe prative soprattutto, che raccoglie direttamente dalle spighe appendendosi agli steli, ma anche fiori, germogli, piccole bacche e frutta. Vive in grandi stormi e solo nel periodo riproduttivo le coppie si isolano.